# Hippopotamus laloumena
Hippopotamus laloumena is een uitgestorven nijlpaard die in het Holoceen voorkwam in Madagaskar.

## Uiterlijke kenmerken
Hippopotamus laloumena was de grootste nijlpaardsoort van Madagaskar, al was het wel iets kleiner dan het Afrikaanse nijlpaard. Deze soort leefde aan de oostkust.

## Voorkomen
Hippopotamus laloumena leefde aan de oostkust. Samen met de reuzenschildpadden was het de voornaamste grazer in deze delen van Madagaskar. Twee andere soorten nijlpaarden, Hippopotamus lemerlei en Hippopotamus madagascariensis, kwamen elders op het eiland voor.